# Лейк-ін-те-Гіллс (Іллінойс)
Лейк-ін-те-Гіллс (англ. Lake in the Hills) — селище (англ. village) в США, в окрузі Макгенрі штату Іллінойс. Населення — 28 982 особи (2020).

## Географія
Лейк-ін-те-Гіллс розташований за координатами 42°10′46″ пн. ш. 88°18′57″ зх. д. / 42.17944° пн. ш. 88.31583° зх. д. (42.179543, -88.315721).  За даними Бюро перепису населення США в 2010 році селище мало площу 27,48 км², з яких 26,88 км² — суходіл та 0,61 км² — водойми.

## Демографія
Згідно з переписом 2010 року, у селищі мешкало 28 965 осіб у 9544 домогосподарствах у складі 7567 родин. Густота населення становила 1054 особи/км².  Було 9885 помешкань (360/км²).
Расовий склад населення:
| - 86,7 % — білих - 5,2 % — азіатів - 2,0 % — чорних або афроамериканців - 0,3 % — корінних американців - 3,6 % — осіб інших рас |

До двох чи більше рас належало 2,1 %. Частка іспаномовних становила 11,6 % від усіх жителів.
За віковим діапазоном населення розподілялося таким чином: 31,6 % — особи молодші 18 років, 63,2 % — особи у віці 18—64 років, 5,2 % — особи у віці 65 років та старші. Медіана віку мешканця становила 33,9 року. На 100 осіб жіночої статі у селищі припадало 98,9 чоловіків;  на 100 жінок у віці від 18 років та старших — 96,5 чоловіків також старших 18 років.
Середній дохід на одне домашнє господарство  становив 94 830 доларів США (медіана — 84 300), а середній дохід на одну сім'ю — 101 808 доларів (медіана — 89 035). Медіана доходів становила 64 725 доларів для чоловіків та 45 811 долар для жінок. За межею бідності перебувало 5,7 % осіб, у тому числі 8,3 % дітей у віці до 18 років та 2,8 % осіб у віці 65 років та старших.
Цивільне працевлаштоване населення становило 15 347 осіб. Основні галузі зайнятості: освіта, охорона здоров'я та соціальна допомога — 17,3 %, виробництво — 15,9 %, роздрібна торгівля — 14,7 %.